# Székely László (sportújságíró)
Székely László (Brassó, 1935. május 3. –) erdélyi magyar újságíró, sportszakíró.

## Életútja, munkássága
Szülővárosában a Magyar Vegyes Líceumban érettségizett, majd felsőfokú tanulmányokat folytatott a moszkvai Nemzetközi Kapcsolatok Intézetében (MGIMO) (1959). 1959–66 között a román külügyminisztériumban dolgozott, közben 1960–62 között Románia moszkvai nagykövetségén sajtóattasé és orosz–angol tolmács volt. 1966–89 között az Előre külpolitikai szerkesztője. 1989. december 22-én a Romániai Magyar Szó új sorozata első számának megjelenését kezdeményezte. 1990-től a lap főszerkesztő-helyettese és szerkesztőbizottsági tagja nyugdíjba vonulásáig (1995). Számos közéleti, kisebbségpolitikai és nemzetközi kapcsolatokat érintő témát adott közre.
Újságírói tevékenységével párhuzamosan a romániai testépítő sport egyik megalapítója, 1981–90 között a Román Testépítő Bizottság elnöke volt. Feleségével, Székely Lenkével bevezették Romániában a női és páros testépítő- és fitneszversenyeket, kidolgozták azok szabályzatát. 1998-tól a Román Testépítő és Fitnesz Szövetség alelnöke, a sportág első romániai nemzetközi bírója.
Külpolitikai szerkesztőként és hírmagyarázóként lapjában, külső munkatársként A Hét, Korunk, Ifjúmunkás, Munkásélet, Új Szó, Brassói Lapok, Hargita, Orient Expressz, Változó Valóság, Új Ezred, Fiatal Fórum, Tineretul Liber, Realitatea Românească, România Muncitoare hasábjain közölt, valamint a Román Rádió magyar nyelvű műsorában szerepelt. Diplomáciatörténeti tanulmányai román, orosz, angol nyelvű szakfolyóiratokban és gyűjteményes kötetekben jelentek meg. Testépítő szakmunkáit, tanulmányait magyar, román, angol és orosz nyelven adták ki.

## Kötetei
- Nagy-Britannia és Locarno (oroszul, Moszkva 1961);
- Turcia (társszerzővel, Bukarest, 1965);
- Öt világrész utasai (Bukarest, 1975);
- A világ országai. I–IV. (Szűcs Olgával és Váradi Ferenccel, Bukarest, 1976.  Előre Kiskönyvtár);
- Culturism. Sărbătoarea muşchilor (Bukarest, 1977);
- Bajnokok – közelképben (portrék sportolókról, Bukarest, 1979);
- Culturism. Oameni, concursuri, exerciţii (Bukarest, 1981);
- Dezvoltare, armonie, frumuseţe (Bukarest, 1988);
- Találkozás egy halálraítélttel (riportok, Bukarest, 1990. Élő lánc zsebkönyvek);
- Culturism (Bukarest, 1991);
- Arnold necenzurat. Confesiuni despre începuturile culturismului românesc (Bukarest, 2004);
- Undeva, cândva în Europa (Bukarest, 2006);
- Kutya élet (Bukarest, 2007).